# 天主教阿爾及爾總教區
天主教阿爾及爾總教區（拉丁語：Archidioecesis Algeriensis）是阿爾及利亞一個羅馬天主教教省總教區，下轄兩個教區。是該國唯一一個總教區。
1838年8月10日設阿爾及爾教區，1866年7月25日升為總教區。教區範圍包括地中海中部沿海地區。2006年有教友1,500人（佔轄區總人口不到0.1%）、十六個堂區、四十五名司鐸。現任總主教為阿卜杜拉·巴代。